# Антезан-ла-Шапель
Антеза́н-ла-Шапе́ль (фр. Antezant-la-Chapelle) — коммуна во Франции, находится в регионе Пуату — Шаранта. Департамент коммуны — Приморская Шаранта. Входит в состав кантона Сен-Жан-д’Анжели. Округ коммуны — Сен-Жан-д’Анжели.
Коммуну пересекает река Бутон.
Код INSEE коммуны — 17013.

## Население
Население коммуны на 2010 год составляло 358 человек.
| 1962 | 1968 | 1975 | 1982 | 1990 | 1999 | 2010 |
| ---- | ---- | ---- | ---- | ---- | ---- | ---- |
| 432  | 383  | 333  | 352  | 353  | 339  | 358  |

## Экономика
В 2010 году среди 217 человек трудоспособного возраста (15—64 лет) 159 были экономически активными, 58 — неактивными (показатель активности — 73,3 %, в 1999 году было 72,0 %). Из 159 активных жителей работали 148 человек (82 мужчины и 66 женщин), безработных было 11 (4 мужчин и 7 женщин). Среди 58 неактивных 19 человек были учениками или студентами, 26 — пенсионерами, 13 были неактивными по другим причинам.

## Достопримечательности
Среди местных достопримечательностей — действующая водяная мельница. Также на территории коммуны находятся остатки разрушенного дольмена и римского военного лагеря.